# Bahrein op de Olympische Zomerspelen 1984
Bahrein nam deel aan de Olympische Zomerspelen 1984 in Los Angeles, Verenigde Staten. Het was de eerste olympische deelname van het land uit het Midden-Oosten.

## Deelnemers

### Atletiek
| Olympiër            | Discipline      | Resultaat | Prestatie            |
| ------------------- | --------------- | --------- | -------------------- |
| Ahmed Hamada Jassim | 400m horden (m) | 24e       | serie 4: 4e in 50,62 |

### Moderne vijfkamp
| Olympiër                                                    | Discipline | Resultaat | Prestatie |
| ----------------------------------------------------------- | ---------- | --------- | --- |
| Saleh Sultan Faraj                                          | mannen     | 25e       | paardensport: 8e met 1070 punten schermen: 9e met 890 punten zwemmen: 28e met 1160 punten schietsport: 10e met 978 punten atletiek: 50e met 814 punten totaal: 4912 punten     |
| Abdul Rahman Jassim                                         | mannen     | 40e       | paardensport: 40e met 916 punten schermen: 50e met 494 punten zwemmen: 35e met 1132 punten schietsport: 7e met 1022 punten atletiek: 47e met 926 punten totaal: 4490 punten    |
| Nabeel Saleh Mubarak                                        | mannen     | 41e       | paardensport: 26e met 1018 punten schermen: 39e met 692 punten zwemmen: 50e met 932 punten schietsport: 38e met 846 punten atletiek: 40e met 976 punten totaal: 4464 punten    |
| Saleh Sultan Faraj Abdul Rahman Jassim Nabeel Saleh Mubarak | team (m)   | 13e       | paardensport: 8e met 3004 punten schermen: 14e met 2076 punten zwemmen: 13e met 3224 punten schietsport: 5e met 2846 punten atletiek: 17e met 2716 punten totaal: 13866 punten |

### Schietsport
| Olympiër             | Discipline              | Resultaat | Prestatie                                            |
| -------------------- | ----------------------- | --------- | ---------------------------------------------------- |
| Abdullah Ali         | 50m geweer liggend (m)  | 70e       | kwalificatie: 70e met 561 punten (97-89-94-95-95-91) |
| Ali Al-Khalifa       | 50m geweer liggend (m)  | 71e       | kwalificatie: 71e met 544 punten (87-94-88-95-92-88) |
| Mohamed Abdul Rahman | 25m snelvuurpistool (m) | 51e       | kwalificatie: 51e met 535 punten (272-263)           |
| Ali Al-Khalifa       | 25m snelvuurpistool (m) | 55e       | kwalificatie: 55e met 506 punten (252-254)           |
|                      |                         |           |                                                      |
| Abdullah Ali         | trap                    | 70e       | kwalificatie: 70e met 76 punten (97-89-94-95-95-91)  |

### Zwemmen
| Olympiër    | Discipline           | Resultaat | Prestatie              |
| ----------- | -------------------- | --------- | ---------------------- |
| Hamad Bader | 100m vrije slag (m)  | 61e       | serie 8: 8e in 58,16   |
| Esa Fadel   | 100m vlinderslag (m) | 53e       | serie 6: 8e in 1.13,27 |

Algerije · Amerikaanse Maagdeneilanden · Andorra · Antigua en Barbuda · Argentinië · Australië · Bahama’s · Bahrein · Bangladesh · Barbados · België · Belize · Benin · Bermuda · Bhutan · Birma · Bolivia · Bondsrepubliek Duitsland · Botswana · Brazilië · Britse Maagdeneilanden · Canada · Centraal-Afrikaanse Republiek · Chili · China · Chinees Taipei · Colombia · Congo-Brazzaville · Costa Rica · Cyprus · Denemarken · Djibouti · Dominicaanse Republiek · Ecuador · Egypte · El Salvador · Equatoriaal-Guinea · Fiji · Filipijnen · Finland · Frankrijk · Gabon · Gambia · Ghana · Grenada · Griekenland · Groot-Brittannië · Guatemala · Guinee · Guyana · Haïti · Honduras · Hongkong · Ierland · IJsland · India · Indonesië · Irak · Israël · Italië · Ivoorkust · Jamaica · Japan · Joegoslavië · Jordanië · Kaaimaneilanden · Kameroen · Kenia · Koeweit · Lesotho · Libanon · Liberia · Liechtenstein · Luxemburg · Madagaskar · Malawi · Maleisië · Mali · Malta · Marokko · Mauritanië · Mauritius · Mexico · Monaco · Mozambique · Nederland · Nederlandse Antillen · Nepal · Nicaragua · Nieuw-Zeeland · Niger · Nigeria · Noord-Jemen · Noorwegen · Oeganda · Oman · Oostenrijk · Pakistan · Panama · Papoea-Nieuw-Guinea · Paraguay · Peru · Portugal · Puerto Rico · Qatar · Roemenië · Rwanda · Salomonseilanden · Samoa · San Marino · Saoedi-Arabië · Senegal · Seychellen · Sierra Leone · Singapore · Soedan · Somalië · Spanje · Sri Lanka · Suriname · Swaziland · Syrië · Tanzania · Thailand · Togo · Tonga · Trinidad en Tobago · Tsjaad · Tunesië · Turkije · Uruguay · Venezuela · Verenigde Arabische Emiraten · Verenigde Staten · Zaïre · Zambia · Zimbabwe · Zuid-Korea · Zweden · Zwitserland